# Hyapatia Lee
Hyapatia Lee, (née Victoria Lynch, le 11 novembre 1960 à Indianapolis) est une actrice de films pornographiques et chanteuse américaine.

## Biographie
Elle commence dans le X en 1983, elle prend le pseudonyme Hyapatia (prononcé en anglais high-a-PAY-sha) en honneur de ses ancêtres amérindiens Cherokee.
Hyapatia a joué dans 70 films, souvent pour Vivid, et s'arrête en 1991 à cause de l'arrivée du sida.
Elle s'est mariée avec le producteur Bud Lee. Ils ont eu deux garçons et ont divorcé en 1992.
Elle a écrit sa biographie The Secret Life of Hyapatia Lee, qui a reçu un bon accueil des critiques.
Elle prétend avoir été violée par un homme noir (mais en vrai ce serait son beau-père, tout ceci reste à vérifier), c'est pour ça qu'elle n'a jamais joué avec eux. En 2008, elle signale son trouble dissociatif de l'identité.
En 1994 elle avait sorti un album Double Euphoric avec son groupe W4IK (distribué en digital en 2010) et en 1999 un morceau sur la compilation Porn to Rock.

## Récompenses
- 1991 : AVN Award de la meilleure actrice dans un film (Best Actress - Film) pour The Masseuse[5]
- 1993 : FOXE Female Fan Favorite
- XRCO Hall of Fame
- AVN Hall of Fame

## Filmographie sélective
- 1994 : Killing Obsession Annie Warbucks
- 1993 : Adam & Eve Guide to G-spot Orgasm
- 1993 : Love in the Great Outdoors: Hyapatia Lee
- 1993 : Hyapatia Obsessed
- 1992 ; Crazed  Patty Neilling
- 1992 : Crazed 2
- 1992 : I Do...' Hyapatia
- 1991 : Postcards from Abroad
- 1990 : The Masseuse de Paul Thomas : Barbara
- 1990 :  I Do 2
- 1990 : The Landlady Lily
- 1990 : Taste Of Hyapatia
- 1989 : Legends Of Porn 2 )
- 1989 : Triangles Ruthie
- 1989 : Sleeping Beauty Aroused Princess Amber / Sleeping Beauty
- 1988 : Hyapatia Lee's Arcade Series 1
- 1988 : Hyapatia Lee's Arcade Series 2
- 1988 : The Ribald Tales of Canterbury de Bud Lee : une hôtesse
- 1987 : I:nsatiable Hyapatia Lee
- 1987 ; Hyapatia Lee's Sexy
- 1986 : Hyapatia Lee's Secret Dreams
- 1986 : The Wild, Wild West (Hyapatia Lee's Wild Wild West)
- 1986 : Naughty Girls Need Love Too : Jane
- 1985 : Tasty Tasty
- 1984 : Let's Get Physical : Maria Schmidt
- 1983 : Body Girls : Jackie Lalay
- 1983 : Eighth Erotic Film Festifal
- 1983 : Swedish Erotica 52
- 1983 : Sweet Young Foxes : Laura
- 1983 : The Young Like It Hot : Loni